# 미야케 지로
미야케 지로(일본어: 三宅 二郎, ? ~ 1984년 11월 30일)는 일본의 축구 선수이다.

## 국가대표팀 경력
그는 1925년 극동 선수권 대회에 참가할 일본 국가대표팀에 발탁되었으며, 5월 17일 필리핀와의 경기에서 데뷔했다. 그는 국제 A매치 통산 2경기에 출전했다.

## 통계
| 일본 | 일본 | 일본 |
| 연도 | 출전 | 득점 |
| ---- | ---- | ---- |
| 1925 | 2    | 0    |
| 통산 | 2    | 0    |